# Sea Girt
Sea Girt é um distrito localizado no estado americano de Nova Jérsei, no Condado de Monmouth.

## Demografia
Segundo o censo americano de 2000, a sua população era de 2148 habitantes.
Em 2006, foi estimada uma população de 2044, um decréscimo de 104 (-4.8%).

## Geografia
De acordo com o United States Census Bureau tem uma área de
3,7 km², dos quais 2,7 km² cobertos por terra e 1,0 km² cobertos por água.

## Localidades na vizinhança
O diagrama seguinte representa as localidades num raio de 8 km ao redor de Sea Girt.